# ロバート・ブルワー＝リットン (初代リットン伯爵)
初代リットン伯爵エドワード・ロバート・ブルワー＝リットン（英: Edward Robert Lytton Bulwer-Lytton, 1st Earl of Lytton, GCB, GCSI, GCIE, PC、1831年11月8日 - 1891年11月24日）は、イギリスの外交官、政治家、貴族。
第2次ベンジャミン・ディズレーリ内閣期にインド総督を務めた。在任中、第二次アフガン戦争を起こしてアフガニスタンをイギリスの保護国と為した。リットン調査団の団長ヴィクター・ブルワー＝リットンは息子である。
1876年から1878年のインド大飢饉を悪化させ、500万から1000万人、もしくは1200万人から2900万人というインド人の大量死をもたらしたことで、「インドのネロ」と呼ばれている。

## 経歴
1831年11月8日に初代リットン男爵エドワード・ブルワー＝リットンとその妻でアイルランド人のロジーナ・ブルワー＝リットンの息子として生まれる。家父長制を身上とするエドワードと女性の自立を掲げる女権論者ロジーナの結婚生活は、凄まじい喧嘩と衝突の連続であり、両親はともに愛人を作り、子どもたちを愛することはなかった。両親を同じくする姉のエミリーがおり、彼女はエドワードから父に尽くすよう家父長制的な厳格な教育を受け従ったが、十代で不可解な状況で死去した（おそらく自殺）。父の愛人ローラ・ディーコンの3人の娘など、複数の異母きょうだいがいる。
リットンの子ども時代は、両親の激しい不和と身勝手さのために損なわれた。ロジーナは子ども達を親友のミス・グリーンに預けてヨーロッパ各地を転々とした。エドワードは離婚を成立させるためにロジーナとその愛人を監視して脅し、ロジーナはエドワードの選挙活動を妨害し、別居の生活費と子どもたちの養育費をエドワードから得ようと険悪な結婚生活を描いた小説を出版する等、両親は激しく憎み合った。イギリス社交界は、夫婦どちらの味方になるかで二分したと言われる。1836年に両親が法的に別居し、母と姉と共に一時アイルランドに住み、1838年に父の方に戻された。子どもたちに会えなくなったロジーナは、1839年の小説『チーヴリー、あるいは名誉ある男』でエドワードを思わせる登場人物を横暴な女たらしに描いて風刺し、1858年にエドワードは集会で公然とロジーナから批判され、彼女を精神異常として強制入院させたが、世論の批判を浴びて退院した。エドワードは、親友のジョン・フォスターに、リットンの学校生活から私生活まで面倒を見させた。
リットンはハーロー校を経てドイツのボン大学へ進学した。外交官となるが、インド総督就任までは駐リスボン公使など二級の外交官職に留まっていた。ボヘミアンな詩人でもあった。1873年にリットン男爵位を継承した。
第2次ディズレーリ内閣（1874年 - 1880年）が発足すると、政府とインド総督ノースブルック伯爵の対立が深まり、1876年にノースブルック卿は辞職した。その後任としてリットンがインド総督に抜擢された。この人事はリットンの父がディズレーリと親しい間柄だったこと、またインド担当大臣ソールズベリー侯爵とリットン家がハートフォードシャーで隣人関係にあるというコネによるものだった。イギリス政府もリットンが精神的に不安定だと認めており、これは異例の人事であった。

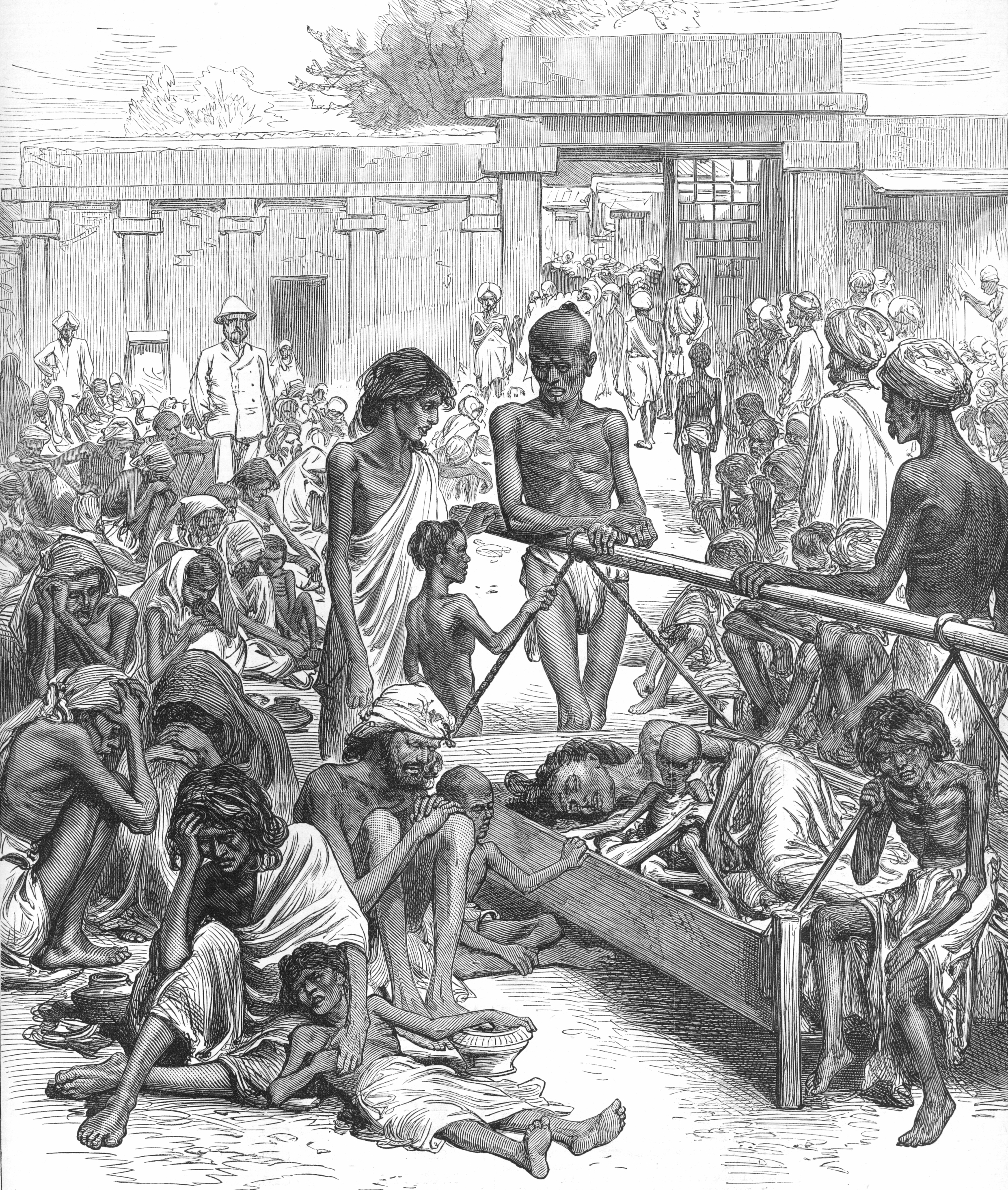
バンガロールで救援を待つインド人達

イギリス東インド会社は、植民地の地域社会の伝統的な福祉システムを破壊し、穀倉地帯を荒廃させ、灌漑システムを私有化しており、これは、飢餓の脅威によって植民地の民衆を勤勉に「矯正」し、プランテーション農業でより高い収益を得ようという意図があったとも言われる。リットンらインド支配を行うイギリス人幹部らは、イギリス東インド会社経営の学校で経済学を教えた経済学者マルサスの人口論を信奉し、飢饉で現地人が死ねば植民地の人口爆発と食糧危機を抑えられ、むしろ有用と考えていた。リットンは1876年にインド総督に就任し、早々にマドラスやボンベイで大飢饉があり、彼はこの1876年から1878年のインド大飢饉を、社会ダーウィニズムとマルサス主義の政策によってさらに悪化させた。彼は飢える人々をマルサスの「救援キャンプ」に送って食糧手当のために働かせたが、この手当のカロリーはナチスの収容所の囚人に与えられるものより少なく、死亡率は約90％と推定され、学者たちは飢餓で500万から1000万人のインド人が死亡したと推計している。歴史家のマイク・デイヴィスは『ヴィクトリア朝後期のホロコースト』（2000年）で、1870年代のインドの大飢饉はリットンによって設計されたもので、1200万人から2900万人が死亡したと述べている。
インド人が飢餓に苦しんでいる時も、実はインドには食糧が豊富にあり、多くのインド人の餓死は食糧生産の不足によるものではなかった。インド総督は1875年には300万トンの穀物を輸出しており、飢饉によって数百万人が死亡した1877年は、インドからイギリスへの穀物輸出は記録的な量となっている。1900年頃に行われたインド飢饉委員会による最古の公式調査で、インドの飢饉での大量死の原因は、食糧不足ではなく価格の高騰であることがわかっている。
リットンは「飢饉救済に余計に費やされた全てのルピーは、飢饉の悪影響を加速させるだけであり、このような場合、あらゆる金銭の浪費はすべて命の浪費につながる」と固く確信していた。彼は飢餓救済に予算を割くのではなく、土木事業による雇用創出を図って餓死者を減らそうとしたが、英領インド帝国政府の財政状態は芳しくなく、効果的ではなかった。彼は飢饉対策法を制定してその後の飢饉対策の指針を定め、これを大きな功績とする見方もある。

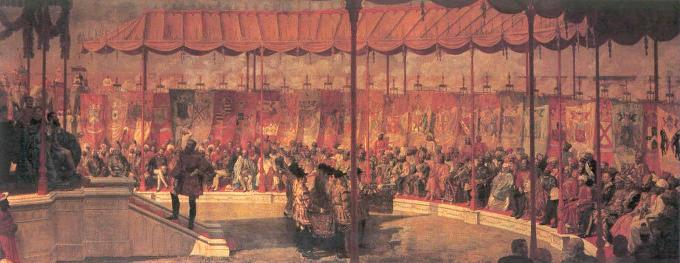
1877年のヴィクトリア女帝即位式（ダルバール）を描いた絵画。

1877年には、ヴィクトリア女王のインド女帝即位式（ダルバール）を女王の名代としてデリーで挙行することになり（女王は出席しなかった）、リットンはインド人の中にあるムガール帝国の栄光の記憶を呼び起こすことで女王の権威を高めようと、インド各地の藩王や大地主、役人ら約68,000人を招いて、イギリスの富と権力を象徴する史上最大の食事会を企画したが、大飢饉の最中での式典であり、インド人から恨みを買った。
ロシア帝国の南下政策を前にアフガニスタンがロシアに支配されることを恐れたディズレーリは、カーブルかヘラートにイギリス人外交官を置くことをアフガン王に認めさせるようリットンに訓令していた。ノースブルック卿と対照的にリットンは、自分がディズレーリとソールズベリー卿の代理人であることを公言していたため、その意を汲んで対アフガン強硬政策を推し進めた。
リットンはイギリス外交官をカーブルに置くようアフガン王シール・アリー・ハーンに求めたが、シール王はイギリスを刺激しないよう丁重に、しかし断固として断り続けた。しばらくの間はこのような押し問答の小康状態が続いたが、1878年夏にロシアがストリアトフ将軍を長とする使節団をアフガンに派遣し、ロシア軍をアフガン国内に進駐させるようシール王に強要したことで情勢は急転した。これに激怒したリットンは本国の意向をも無視して、対ロシア・対アフガン強硬策を取り、英国使節団を受け入れるようシール王に改めて要求し、回答を待たずに使節団をアフガンに派遣したが、入国を拒否された。
これを受けて1878年11月にアフガンに宣戦布告した。ロシア軍は動かず、イギリス・インド軍は早々にカーブル占領とシール王追放に成功した。ヤアクーブ・ハーンを新王に擁立し、1879年5月には彼との間にアフガンを保護国化する条約を締結した。これによりイギリスはアフガンの外交権を完全に掌握した。しかしこの後、アフガン人の間で反英蜂起が多発し、その鎮圧のために英領インド帝国政府はかなりの人的・財政的犠牲を強いられた。その件で本国でのリットン批判が高まっていき、1880年3月に自由党のウィリアム・グラッドストンが首相に就任すると、リットンは本国に召還されるに至った。
しかし帰国後には厚遇され、リットン伯爵位を与えられた。
また、母のロジーナは夫の死後、強制入院などの顛末を1880年に『荒廃した人生』として出版して、エドワードと彼を貴族に叙したヴィクトリア女王を公然と非難し、そのためリットンは母と疎遠になり、1882年に母が死去する時まで会うことはなかった。
1887年11月から死去する1891年11月まで駐フランス大使を務めた。フランス人からは好意を持たれる大使だったという。それについてリットンは「私はインドに自分の人生を捧げた。しかし皆が私を批判した。私はここでは何もしていないのに、褒めそやされる」と皮肉っていた。

## 栄典

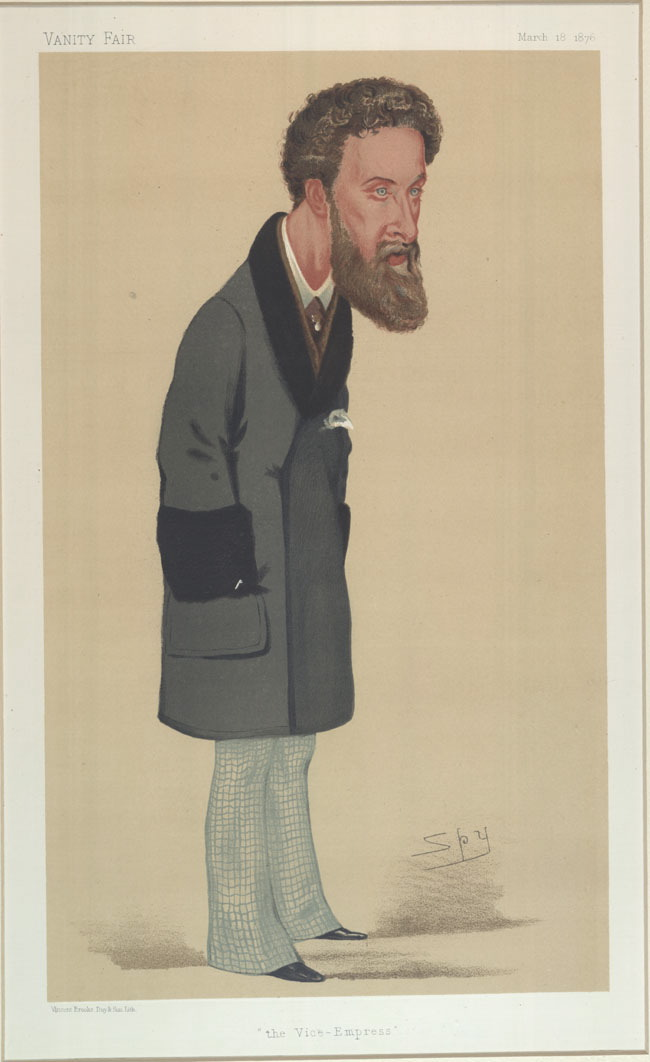
1876年3月18日の『バニティ・フェア』誌に描かれたリットン。

### 爵位/準男爵位
1873年1月18日の父エドワード・ブルワー＝リットンの死去により以下の爵位を継承した。
- ハートフォード州におけるネブワースの第2代リットン男爵 (2nd Baron Lytton of Knebworth in the County of Hertford)
(1866年7月14日の勅許状による連合王国貴族爵位)
- (ハートフォード州におけるネブワースの)第2代準男爵(2nd Baronet "of Knebworth in the County of Hertford")
(1838年7月18日の勅許状による連合王国準男爵位)

1880年4月28日に以下の爵位を新規に叙される。
- ダービー州におけるリットンの初代リットン伯爵(1st Earl of Lytton, of Lytton in the County of Derby)
(勅許状による連合王国貴族爵位)
- ハートフォード州におけるネブワースの初代ネブワース子爵(1st Viscount Knebworth, of Knebworth in the County of Hertford)
(勅許状による連合王国貴族爵位)

### 勲章
- 1878年、バス勲章ナイト・グランド・クロス（GCB）
- 1880年、インドの星勲章ナイト・グランド・コマンダー（GCSI）
- 1880年、インド帝国勲章ナイト・グランド・コマンダー（GCIE）[6]

### その他
- 1888年、枢密顧問官（PC）[6]

## 家族

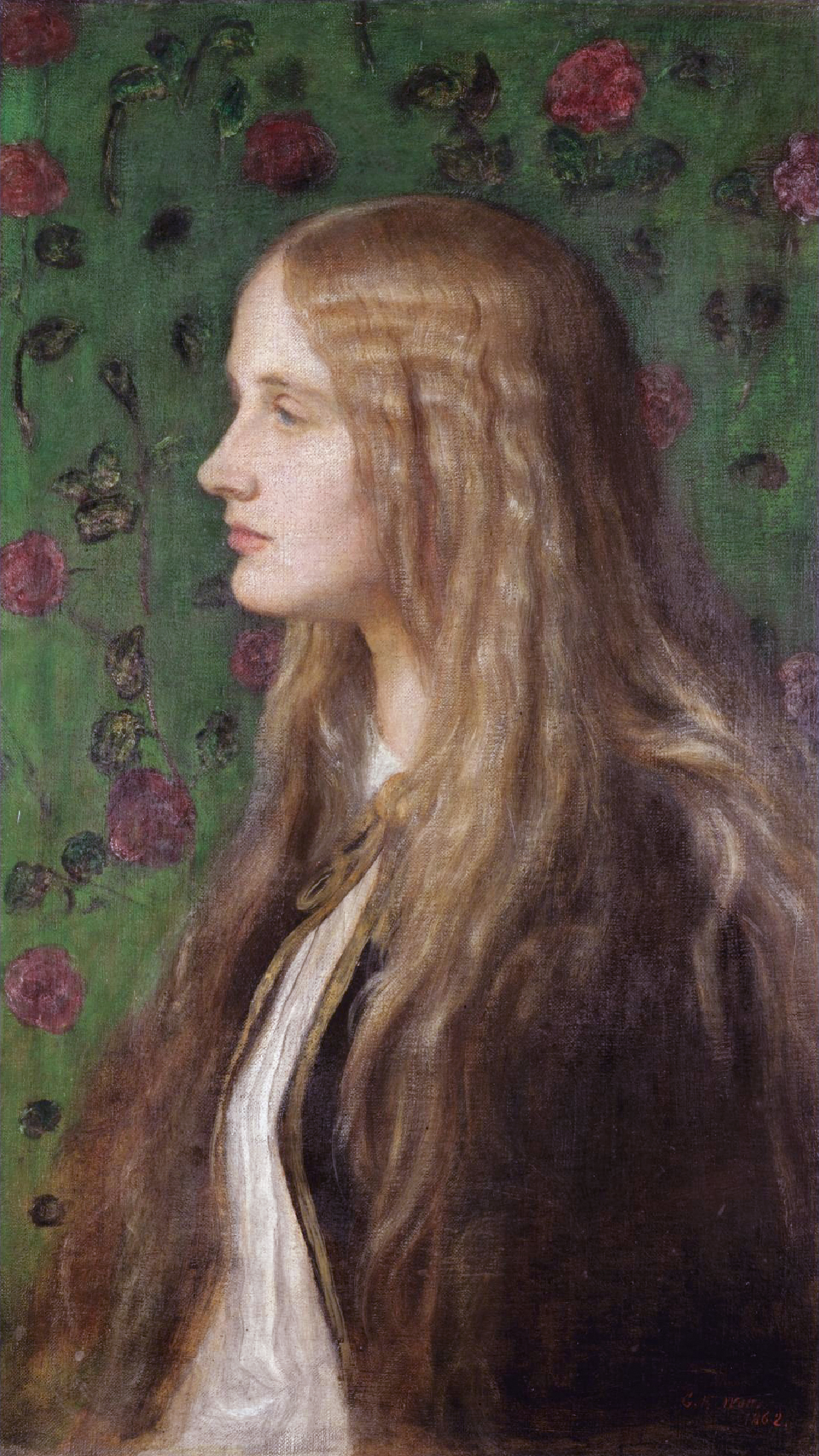
妻エディス

1864年のエディス・ヴィリーズと結婚し、以下の7子を儲ける。
- 第1子（長男）エドワード・ローランド・ジョン（Edward Roland John）（1865年-1871年）
- 第2子（長女）エリザベス・エディス（Lady Elizabeth Edith）（1867年-1942年）第2代バルフォア伯爵（英語版）と結婚。
- 第3子（次女）コンスタンス・ジョージナ（英語版）（1869年-1923年）
- 第4子（次男）ヘンリー・メレディス・エドワード（Hon. Henry Meredith Edward）（1872年-1874年）
- 第5子（三女）エミリー（Lady Emily）（1874年-1964年）エドウィン・ラッチェンスと結婚。
- 第6子（三男）第2代リットン伯爵ヴィクター・アレクサンダー・ジョージ・ロバート（1876年-1947年）
- 第7子（四男）第3代リットン伯爵ネヴィル・スティーブン（1879年-1951年）

エミリーとヴィクターは、優生学を促進するための優生教育協会（1909年設立）の創設メンバーである。